# パーク・プレイス駅 (BMTフランクリン・アベニュー線)
パーク・プレイス駅（英: Park Place）はブルックリン区クラウン・ハイツ地区のパーク・プレイスとフランクリン・アベニュー交差点西側に位置するニューヨーク市地下鉄BMTフランクリン・アベニュー線の駅である。フランクリン・アベニュー・シャトルが終日停車するが、当駅は地下鉄内でシャトル列車のみが停車する唯一の駅となっている。

## 歴史

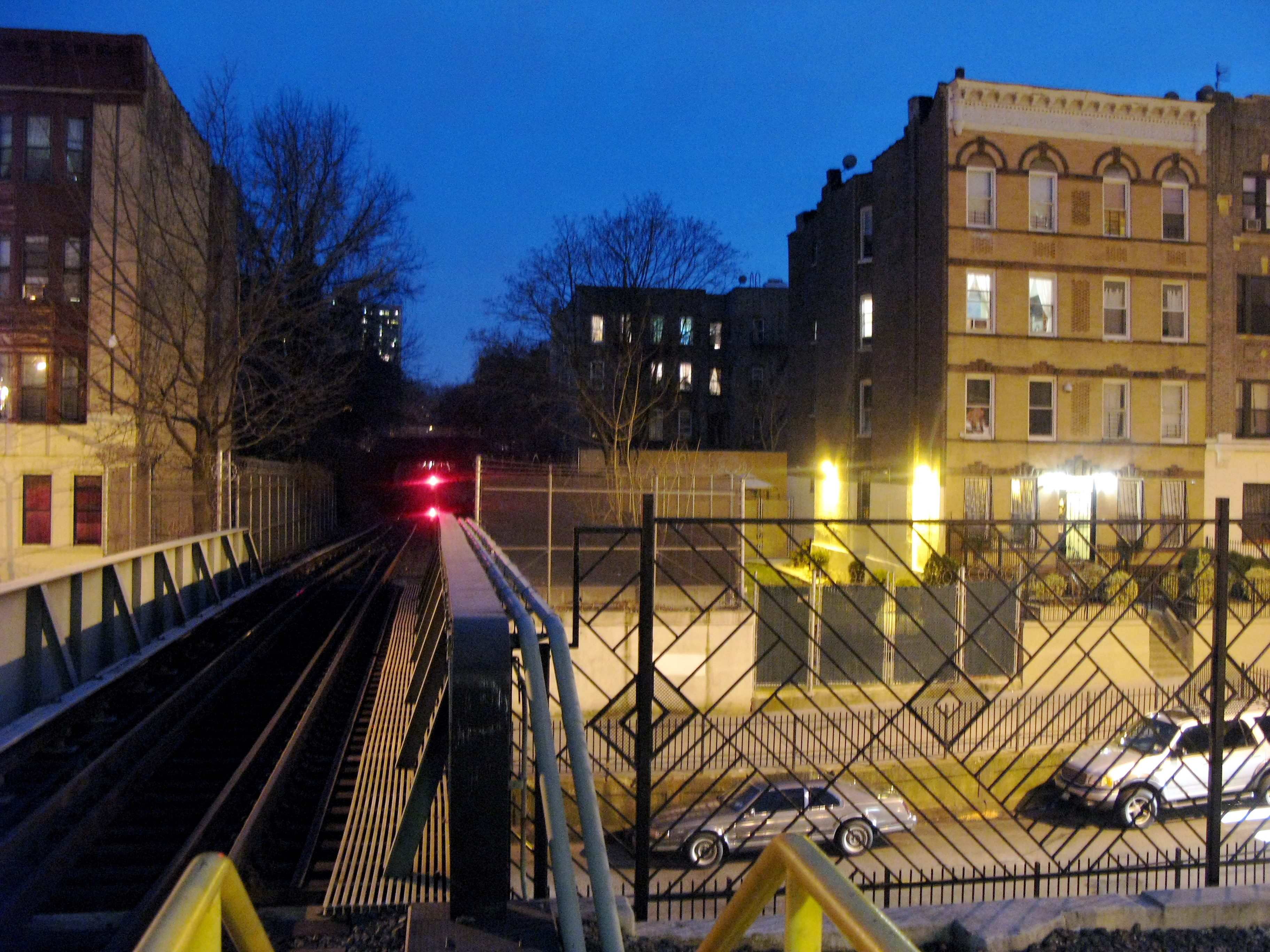
南を見る

駅は当初ブルックリン・フラットブッシュ・アンド・コニー・アイランド鉄道の近くにあった。1896年にキングス・カウンティ―高架鉄道によって路線の建設が開始され、1899年6月19日に開業した。
ニューヨークシティ・トランジット・オーソリティが当路線を廃止するか再建するか長期にわたり検討を重ねていた頃駅はみるみるうちに劣化が進んだ。結局、ベッドフォード＝スタイベサントとクラウン・ハイツの住民が市に対し再建するよう要望書を提出、これを受けて1998年から1999年にかけて駅を含む路線全体が再建された。

## 駅構造
| P ホーム階 | 単式ホーム、進行方向に応じた側のドアが開く                                            | 単式ホーム、進行方向に応じた側のドアが開く |
| P ホーム階 | 南行/北行線                                                                           | → フランクリン・アベニュー-フルトン・ストリート駅行き（終点） → →（廃止：ディーン・ストリート駅） ← プロスペクト・パーク駅行き（ボタニック・ガーデン駅） |
| G 地上階   | 出入口、駅舎 (フランクリン・アベニュー西側のプロスペクト・プレイスからスロープが接続) | 出入口、駅舎 (フランクリン・アベニュー西側のプロスペクト・プレイスからスロープが接続)                                                                    |

1999年の再建後は単式ホーム1面1線の構造になり、ニューヨーク市地下鉄で規模は最小となった。南北方向の列車が同一ホームに発着する。駅舎はホームに隣接している。

### 出入口
駅舎にある改札の外にはパーク・プレイス南側に接続する階段が1つ、プロスペクト・プレイス南側に接続する階段とスロープが1つずつある。このため駅はADAに準拠した障害者対応駅となっている。